# 장 도미니크 보비
장 도미니크 보비(프랑스어: Jean-Dominique Bauby, 1952년 4월 23일 ~ 1997년 3월 9일)는 프랑스의 잡지 편집자이다.

## 사고
1995년 12월 8일 승용차 운전중 갑자기 뇌출혈로 쓰러져 락트-인 증후군 (locked-in syndrome)이라고 불리는 전신의 신체적 자유를 잃은 상태에 빠지게 되었다. 병상에서 유일하게 움직일 수 있었던 왼쪽 눈의 깜박임만으로 《잠수복과 나비》를 집필하였다. 이 책이 1997년 3월 7일 프랑스에서 간행된 2일 후인 3월 9일에 영양실조 등으로 44세를 일기로 사망하였다.